# 保山学院
保山学院，是中国云南省保山市的一所全日制公立本科高校。

## 校史
该校历史可以被追溯到创办于1905年的永昌师范学堂，清朝灭亡后，该校于1913年改制为云南省立第五师范学校，1978年，保山师范专科学校成立。2009年4月21日，中华人民共和国教育部同意该校升格为本科院校，更名为保山学院。

## 学术研究
保山学院立足当地地方特色，学术研究大都和高黎贡山生物多样性，小粒咖啡产业，边疆治理等领域相关联。比较有特色和代表性的研究体现在资环学院的农学，生物学；工程学院的物理学，大数据学院的计算机和数学，管理学院的管理学等。近年来在国家社会科学基金，以及国家自然科学基金方面都有所突破。

### 学科设置
至2021年9月，保山学院下设有12个二级学院，48个本科专业。

### 对外合作
保山学院邻近缅甸，因此该校亦重视建设“国门大学”力度，先后与缅甸的仰光大学、曼德勒大學等大学建立了合作关系，并派遣学生前往当地留学。除此之外，保山学院亦与马来西亚博特拉大学、泰国暹羅大學等东盟国家的高等院校建立了合作关系。